# Leon (Iloilo)
Leon è una municipalità di quarta classe delle Filippine, situata nella Provincia di Iloilo, nella Regione del Visayas Occidentale.
Leon è formata da 85 baranggay:
- Agboy Norte
- Agboy Sur
- Agta
- Ambulong
- Anonang
- Apian
- Avanzada
- Awis
- Ayabang
- Ayubo
- Bacolod
- Baje
- Banagan
- Barangbang
- Barasan
- Bayag Norte
- Bayag Sur
- Binolbog
- Biri Norte
- Biri Sur
- Bobon
- Bucari
- Buenavista
- Buga
- Bulad
- Bulwang
- Cabolo-an
- Cabunga-an
- Cabutongan

- Cagay
- Camandag
- Camando
- Cananaman
- Capt. Fernando
- Carara-an
- Carolina
- Cawilihan
- Coyugan Norte
- Coyugan Sur
- Danao
- Dorog
- Dusacan
- Gines
- Gumboc
- Igcadios
- Ingay
- Isian Norte
- Isian Victoria
- Jamog Gines
- Lampaya
- Lanag
- Lang-og
- Ligtos
- Lonoc
- Magcapay
- Maliao
- Malublub

- Manampunay
- Marirong
- Mina
- Mocol
- Nagbangi
- Nalbang
- Odong-odong
- Oluangan
- Omambong
- Paga
- Paoy
- Pandan
- Panginman
- Pepe
- Poblacion
- Salngan
- Samlague
- Siol Norte
- Siol Sur
- Tacuyong Norte
- Tacuyong Sur
- Tagsing
- Talacuan
- Ticuan
- Tina-an Norte
- Tina-an Sur
- Tu-og
- Tunguan